# 越中褌
越中褌（えっちゅうふんどし・越中ふんどし）とは、ふんどしの一種。長さ三尺（約91 cm）、幅一尺（約30 cm）の布の端を筒状に縫い、その筒に腰紐を通した下着である。一部ではクラシックパンツ、サムライパンツとも呼ばれている。医療用の下着であるT字帯も越中褌の一種。禊（水行）の時に使われる場合が多い他、一部の裸祭りでは六尺褌に代って、こちらが使われる場合がある。
その着装法は、『守貞漫稿』によれば、「紐を通したる方を背にし、紐を前に結び、無レ紐方を前の紐に挟む也」という。

## 概要
名前の由来には越中富山の置き薬の景品で全国に普及したことに由来する説や、越中守だった細川忠興が考案者とする説、大阪新町の越中という遊女が考案したとする説など、複数の説がある。
江戸時代には存在していて、隠居した武士、肉体労働を伴わない医者や神職、僧侶、文化人、商人の間で用いられていた。
越中褌が本格的に普及したのは明治末期頃から。1873年（明治6年）に徴兵令が制定され、徴兵された成人男子に軍隊が官給品として支給（貸興、給興）し、使用を義務付けたことで一般化するようになった。兵役除隊後、前垂れが陰部を隠し、軽くて清々しいとの使用感や、着脱が容易で布の使用が少ない経済性もあり、若者を中心に全国に普及した。それまでの六尺褌に代わり日本人成人男性と女性の主な下着に代わった。
越中褌は簡易なものであることから、昭和前期までは市中で販売されるよりも自家で縫製して使用するものが多かった。
大正期から太平洋戦争終了時までの間は日本人成年男子の主な下着は「越中褌」となり、越中褌が「褌」や「男性下着」の代名詞となる程、越中褌の全盛期を迎えた。
戦後は、日本人の洋装化が一段と進んだこと、工業化の進展で農村部から都市部に人口の移動が起こり、核家族化が進行して「褌祝」の私的祭事に象徴される褌継承の文化が断絶したこと、女性の社会進出で家事が簡略化されて自家で縫製する機会がなくなったこと、製造販売する業者も少なく店頭に並ばず、入手性に難があったこと、ブリーフ、トランクス等の新しい下着が廉価で出現して、機能性だけでなくファッション性のある下着が若者を中心に普及した影響を受けて、褌の使用人口は大幅に減少して、普段の下着として利用するのは戦前に生まれた世代までに限られつつある。このため、現在では褌は過去の下着のような存在となり、褌の用語は卑語のように扱われ、「下帯」・「締め込み」などの用語で代用されるようになるに至った。
戦後、何度かマスコミに取り上げられて一時的なブームが起こったことがあったが、定着することは無く、男性下着売り場の一角を占めるに至らない。
一部のデパートや呉服店で販売されているが、近年ではインターネットの出現でインターネット通販を用いた褌製造販売専門業者などが生まれた。
パンツのようにゴムを使わず、高温多湿の日本の気候で褌の持つ機能や効能を支持する愛好家は現在でも存在する。

## 軍隊と越中褌
特に、軍隊で支給された下着（官給品）であったことで全国に普及した。十代の少年が入校する陸軍幼年学校（13歳）や海軍兵学校（17歳）でさえ、入校後に娑婆っ気」を抜くため、下着を含めて一切の私物は自宅に送り返すように指導し、入校者に下着として白い越中褌を支給した。軍隊組織では、制服から下着まで統一することで個性を否定し、規律を維持する必要があったためである。
明治政府が徴兵制度を導入したのは、義務教育と並び、国民の生活様式や言語を標準化させて富国強兵策を遂行する目的を担っていた。
戦前までは徴兵検査を受けることで「成人男子に達した証」と社会的に認知されるようになっており、徴兵検査（陸軍身体検査規則）で褌の着用を指導していたことも、疑似「褌祝」として成人男子に越中褌が普及した背景があった。
「陸軍身体検査規則」（1928年3月26日陸軍省令第9号／昭和3年第15号）第二十三条七号に
陰部ノ検査ハ受検者ヲシテ脱褌セシメ両脚ヲ開キ検者ニ正面シテ立タシメ鼠蹊部、陰茎、陰嚢、精系、睾丸及副睾丸ノ異常ノ有無ヲ検査シ排尿ノ難易、遺尿ノ有無ヲ検シ必要アルトキハ排尿セシメテ尿ノ性状ヲ検査ス
と記述され、徴兵検査受験者に褌の着用を指導していた。
なお、海軍艦艇においては、褌をそのまま海へ廃棄することは厳禁されており、必ず焼却することが義務付けられていた。日本独特の下着であるうえ褌はなかなか沈まず、日本海軍艦艇が付近を行動していることを暴露してしまうからである。

## T字帯
産後の医療用下着としてT字帯（てぃじたい）とも呼ばれている。紐を拡げた形状がアルファベットの「T」の字に似ていることから呼ばれる。また、T字帯の発生時期や発祥地は不明だが、紀元前の中近東の女性が月経帯として用いていた記録画があり、日本でも飛鳥時代には紐付きの月経帯があったとされる。その他、紀元70年に崩壊したエルサレム神殿の白い大理石の床には、T字帯を模した溝が造られ、そのT字に犠牲の血を注いで祈りを捧げたという。
介護の際、下着の交換が容易で、患者や介護者の肉体的負担を減らすことから用いられている。特に開腹手術を行う患者や、足腰に外傷を負った患者に用いられている例が多い。材質も医療用ガーゼを用いたものが多い。病院の売店、薬局・薬店、ベビー用品店で発売されている。他にも越中褌に似ているが前垂れの部分が二股に割れているT字帯もある。前垂れ以外の部分にビニールを貼ってある製品もある。患部を保護するガーゼ、パッドの上から越中褌と同様に装着後、2つに割れた前垂れの部分を両側の紐に巻きつけるので、もっこ褌のような形状になる。

## クラシックパンツ
1965年（昭和40年）に肌着の自社ブランドを立ち上げた三越が、高級感を持たせるためや女性が代理購入する場合でも恥ずかしくないように越中褌を「クラシックパンツ」と命名して販売したため、他の百貨店などでもそう呼ぶようになったとの説がある。因みに、「クラシックパンツ」は和製英語で、英語表記では褌を「ロインクロス（loincloth）」と表する。
2005年（平成17年）4月13日にテレビ番組『トリビアの泉』で取り上げられたことがきっかけとなり、翌日の銀座三越ではふんどしが午後3時で在庫100枚が完売、その後3日間で例年の1年分の約150枚、6月中旬までに例年の10年分1500枚、9月には5000枚までに売り上げが達し、買い求める女性客が目立つようになったことがあった。「クラシックパンツ」の名称で他社でも市販しており、三越独自の登録商標ではない。
「クラシックパンツ」の呼称は三越が命名したと言われる以前（1963年（昭和38年）頃）から、コミック・コントを手掛けた音楽バンドのドンキーカルテットが、舞台コント上でメンバーの一人であるジャイアント吉田によって既に取り上げられてもいた。
「クラシックパンツ」の名称で三越と同様にアングル・ミユキ株式会社やオグラン株式会社でも製造販売を行っている。
アングル・ミユキ製の方が三越製よりも流通チャネルが多岐に渡ることから販売量は三越製よりも上回る。全国有名デパートの紳士用品売り場に置かれる「クラシックパンツ」はアングル・ミユキ製の方が多い。同社製の販売量は三越製の販売量を凌駕している（アングル・ミユキ製の年間製造量は1万枚に対し三越製の販売量は3千枚と言われている）。
アングル・ミユキ株式会社は2002年（平成14年）にアングル株式会社が経営不振により御幸グループの傘下に入ったことで社名が変更になったものだが、前身は1894年（明治27年）にメリヤス肌着の製造販売を開始したことから始まる。
また、オグラン株式会社が同様に「クラシックパンツ」の名称で販売しており、リボン紐を用いて廉価なことに特徴がある。
このほか、「クラシックパンツ」の名称は用いず、堂々と「褌」の名称を用いて販売している会社もある。株式会社レナウンがその代表で、セロファンの包装紙に毛筆字体で大きく「褌」と記載して販売している。同社では目の粗い独特のガーゼ地にリボン紐の越中褌を伊勢丹を中心に販売しているのに加え、最近では総合衣料チェーンの株式会社しまむらを通じてブロード地の越中褌を「大黒柱」の商品名で、同じくセロファンの包装紙に毛筆書体で「褌」と記載して販売している。
現在の三越製の「クラシックパンツ」は2001年（平成13年）に三越に納品していた業者が製造から撤退したことから、その製造を株式会社アズが引き継いでいる。この引き継ぎに対して「採算に乗らない」と何社からも断られた経緯があったと言われる。
一部の業者が、過去に越中褌の紐の部分を面ファスナーに代えて着用する商品を販売したことがあり、「サムライパンツ」の名称で販売していた。なお、現在でも「サムライパンツ」の名称で一般の越中褌を販売している業者もある。
市販の越中褌には各社のブランドのタグが腰紐部分取付けられているので、市販の越中褌の購入者は自家製の越中褌の利用者と比べて越中褌の表裏を間違えないような仕組みになっている（越中褌は前垂れの端の折り返しが内側にあるものが表となる）。